# Bahía de Corea Oriental

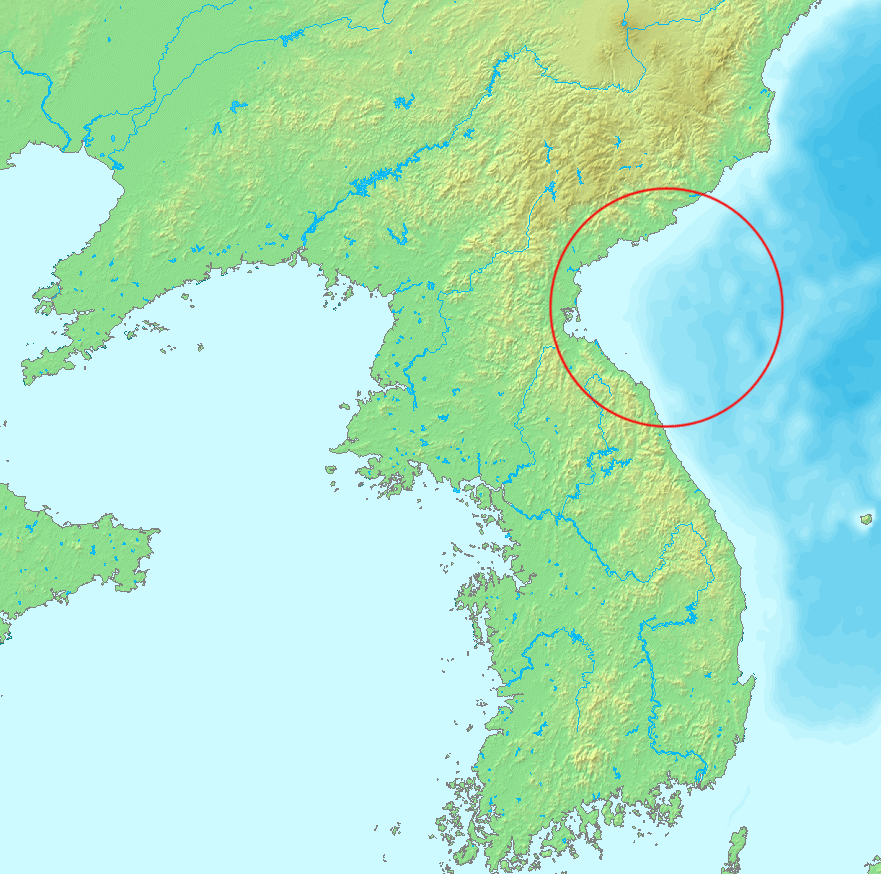
Localización de la bahía de Corea Oriental.

La bahía de Corea Oriental (en coreano: 동조선만, 동한만, Dongjoseon en Corea del Norte y Donghan en Corea del Sur) es una ensenada en la costa este de Corea del Norte y una extensión del mar del Japón, ubicada entre las provincias de Hamgyong del Sur y Kangwon. Su extremo norte es Musu Dan, cerca del sitio de misiles Musudan que dio su nombre a los misiles Taepodong y Musudan de Corea del Norte. La caza de ballenas alguna vez fue común en la región, apuntando a especies como las ballenas de aleta.
Junto con la bahía de Corea Occidental, ubicado al otro lado de la península de Corea, la bahía de Corea Oriental delimita el istmo de Corea, que conecta la península con el resto del continente asiático.